# Wolbachia
Wolbachia är ett bakteriesläkte som infekterar leddjur och framförallt insekter liksom vissa nematoder. Det är en av världens vanligaste parasitiska mikrob och är sannolikt den vanligaste reproduktiva parasiten i biosfären. Interaktionen med värden är komplex och har i vissa fall utvecklats till mutulistisk snarare än parasitisk. Vissa arter kan inte reproducera sig och inte ens överleva utan att vara infekterade med Wolbachia. En studie kom fram till att mer än 16 % av neotropiska insekter bär på bakterier från detta släkte  och att så många som 25-70 % av alla insektsarter är potentiella värdar. 

## Historik
Bakteriesläktet identifierades först år 1924 av Marshall Hertig och S. Burt Wolbach hos myggarten Culex pipiens, en av de vanligaste stickmyggorna. Hertig beskrev den upptäckta arten formellt som Wolbachia pipientis år 1936. 
Forskning på Wolbachia intensifierades efter 1971 när Janice Yen  och A. Ralph Barr  på UCLA upptäckte att Culex myggors ägg dödades genom cytoplasmatisk inkompatibilitet när spermien från Wolbachia-infekterade hanar fertiliserade infektionsfria ägg. Släktet Wolbachia är därför av betydande intresse idag på grund av dess stora spridning och som en potentiell agent för biologisk kontroll av insekter.

## Applikationer för mänsklig hälsa
Wolbachia finns förutom i insekter i spindlar, kvalster och många rundmaskar i släktet Filarioidea (exempelvis Onchocerca volvulus som sprider parasiten som orsakar flodblindhet och arter som orsakar lymfsjukdomen elefantiasis). Hos dessa verkar Wolbachia spela en viktig roll då patogeniciteten hos värddjuret är orsakad av immunsvaret mot Wolbachia. Elimination av Wolbachia från Filariodea resulterar valigen i antingen död eller sterilitet hos rundmasken. 
Följaktligen så har man i modern behandlingsstrategi använt antibiotikasorten doxycyklin för att avdöda Wolbachia istället för att använda betydligt giftigare maskmedel.

Naturligt förekommande arter av Wolbachia har visat sig vara en väg för vektorkontroll-strategier på grund av deras förekomst i leddjurspopulationer så som hos myggpopulationer.    
På grund av den unika egenskapen hos Wolbachia som orsakar cytoplamatisk inkompatibilitet är denna mikroorganism användbar för att snabbt smitta en myggpopulation. Wolbachia-infekterade honor kan producera avkomma med både smittade och obesmittade hanar medan hanarna endast kan föröka sig med smittade honor. Detta ger de smittade honorna en frekvensberoende reproduktiv fördel, ju större andel Wolbachia som förekommer i populationen, desto större blir fördelen. Modeller och även försök visar att om man introducerar Wolbachia-arter hos arter som inte tidigare haft Wolbachi så sprider sid bakterien snabbt och minskar smittsamheten av patogener som Dengue-virus och den totala sjukdomsbördan minskar.  
Ett exempel är att man kan använda Wolbachia för att kontrollera denguefeber och malaria genom att eliminera de gamla insekterna som innehåller fler parasiter (virus som orsakar dengue/protozoer som orsakar malaria). Att öka överlevnaden för yngre insekter minskar det evolutionära selektionstrycket för resistens.  
Arter av Wolbachia som kan minska smittsamheten för denguefeber inkluderar wAllbB och wMelPop för att smitta Aedes aegypti och wMel för att smitta Aedes albopictus. and Aedes aegypti.
En bonuseffekt är att även smittsamheten för CHIKV (Chikungunya virus) och Gula febern vilket är lovande för sjukdomsbekämpningen av dessa tropiska sjukdomar.
Det har föreslagits att Wolbachia inducerar reaktiva syreradikaler (ROS) som i sin tur aktiverar Toll-like receptors på en särskilt väg. Denna väg är viktig för aktiveringen av antimikrobiella peptider, defensiner och cecropiner som hjälper till att minska proliferationen av denguevirus.  Wolbachia infektion kan även öka myggornas resistens mot malaria vilket visats i myggarten  Anopheles stephensi där wAlbB stammen av Wolbachia hindrade livscykeln hos Plasmodium falciparum.